# 寺社本所領事
寺社本所領事（じしゃほんじょりょうのこと）は、応安元年6月17日（正平23年/1368年7月2日）に室町幕府によって出された法令。応安大法（おうあんのたいほう）・応安の半済令（おうあんのはんぜいれい）とも。
室町幕府第3代将軍足利義満が就任して最初の評定始の際に定められた法令である。また、後述のように室町幕府の所領訴訟に対する基本方針を定めた法令とされ、従来の半済令とは一線を画した法令でもある。

## 背景
この法令が出される前年貞治6年11月25日（正平22年/1367年12月17日）に2代将軍足利義詮が危篤となり、10歳の嫡男義満が家督を継承し、その後見のために細川頼之が管領に就任した。年が明けると義満は元服するが、政治の実務は頼之が行い、その状態は18歳を迎える永和元年（天授/1375年）まで継続される（もっとも、名実ともに義満親政が始まるのは康暦の政変以後のことである）。
この法令の直後に頼之が近江国守護職佐々木氏頼（六角氏頼）に対して発給した御教書の中で、この法令に北朝後光厳天皇の勅許が付けられていること、来月（応安元年7月）までに具体的な実施状況の報告を求める旨が述べられている。幕府の命令を天皇が勅許の形で追認するという形式が取られている（「大法」という言葉には幕府・朝廷両方から出された重要法令の意味もあるとされている）という点でも特異な法令であると言える。更に9月17日には実務にあたる守護代を招集して将軍（義満）の御前で大法の執行の命令が出されている（『東寺百合文書』応安元年10月付「東寺雑掌頼憲申状」）。

## 内容
- 天皇・院・摂関家の所領及び寺社を本所とする一円知行地に対する半済は撤廃して、年貢の究済（完納）を命じる。その他の諸国の本所領については当分の間、本所の雑掌と預かり人（半済令によって所領を占拠している武家）が半分ずつに分割する（事実上の下地中分）。預かり人が命令に従わず、全部あるいは半分以上を所領とした場合にはこれを厳罰として本所領は全て本所側に返還する。ただし、一円知行地であっても、俗人が名前を借りて知行しているだけのものであれば、撤廃の対象にはならない。（撤廃される）一円知行地でも、（引き続き）半済が公認されている地であっても速やかに本所の雑掌に半分を引き渡すこと。
- これまで半済令の対象となっていなかった一円知行地についてはこの法の規定に関わらず今後も半済を行ってはならない。
- 寺社を本所とする一円知行地のうち幕府が誤って半済を認めた所領については、幕府が代替地を見つけるまで当面は本所と武家が半分ずつ領有する。
- 半済令によって本所領を占拠している地頭が武家ではなく、幕府より勲功によって地頭職を与えられた公家の場合であっても、公家を地頭とする一般の本所領とは区別して武家の地頭と同様にこの法令の規定に従う義務を有する。

## 解説
この時期、室町幕府は幼少の将軍を擁して南朝側と対峙している状況にあり、危機的状況に置かれていた。そのような中で室町幕府が擁する北朝及び有力権門である摂関家や寺社との連携を強化することでこの危機を乗り切ろうとした。更にこれは半済法でありながら、その内容は室町幕府の所領に関する政策と訴訟に対する姿勢を内外に示した法令であった。
長い間続いた南北朝の内乱の中で兵糧確保のために出された半済令であったが、これによって守護などの武家が各地の荘園などを事実上の押領を行うこととなり、京都などにあった本所は年貢収入を受け取ることは出来なくなった。この法令では長年のこの押領状態を解消するために本所と武家による所領の分割を命じたのである。これは本所にとっては所領の半分を失うことになるため、天皇の勅許を取り付けて公家などの伝統的勢力から構成される本所の抵抗を排除した。その一方で半済令を盾に所領を占拠してその年貢収入の全てを握っていた武家に対してもその半分の支配権が公に認められた代わりに残り半分に相当する年貢を必ず本所に供出する義務を負う事となり、実質的には収入が半減することになった。そのために朝廷の所領についてはともかく、寺社・公家の所領に関しては武家は軍事的実力を背景に下地中分・返還には応じず、殆ど効力がなかったと考えられている。
更に従来の半済令が期限を「当年一作」、施行地域を「戦乱の国々」としていたのに対して、この法令では期限が「暫く（当分の間）」、施行地域を「諸国」と文面が改められたために各地の守護が戦乱などを口実に幕府の許しを得ずに行ってきた半済・押領を追認・永続化させる法的根拠を与え、武家（守護）による守護領国制の確立を促した。更に代替地の規定は幕府が代替地探しに積極的な態度を見せなかったことで、暫定措置であった半済の継続が永続的なものとされていった。その他の規定に関しては、その多くが前将軍・義詮時代に出された諸法令の焼き直しに過ぎなかった。
とはいえ、当時の京都には在倉制の対象となっていた鎌倉府支配地域以外の守護の多くが集まっており、かつ守護代までを召集して将軍御前において実施とその結果報告を求めさせるという幕府の措置は、これまで幕府の命令を様々な口実をもって遵守してこなかった守護や守護代に対しては一定の効果があったとする見方もある。そして、これ以降室町幕府からは土地政策に関する大規模な法令が出されることなく、成長した義満の親政期においてもこの法令が土地政策に関する基本方針として守られ続けるとともに、公武において彼の政治権力が確立されるようになると、その実効性も上がるようになる。明徳2年（元中8年/1391年）、仙洞御領出雲国横田荘を押領したとして守護山名満幸が全ての守護職を解任され、この件が明徳の乱の直接的な原因となって満幸は討たれるが、これはこの法令の規定が遅ればせながら実際に効果を持ち始めたことを示すとともに、幕府法（この場合は「寺社本所領事」）に違反した守護は解任され、従わなければ軍事力で鎮圧するという室町幕府の守護統制が確立される事件ともなった。
この法令によって意図されたものとしては、今後の室町幕府の土地に関する基本的原則と所領訴訟に対する姿勢が確立して、結果的には守護領国制が事実上公認されたこと、半済から守られることとなった天皇家や摂関家との関係を強化して後年の義満による朝廷・院政支配への道を開いたことの意味の方が大きいと言える。